# Bow (Londra)

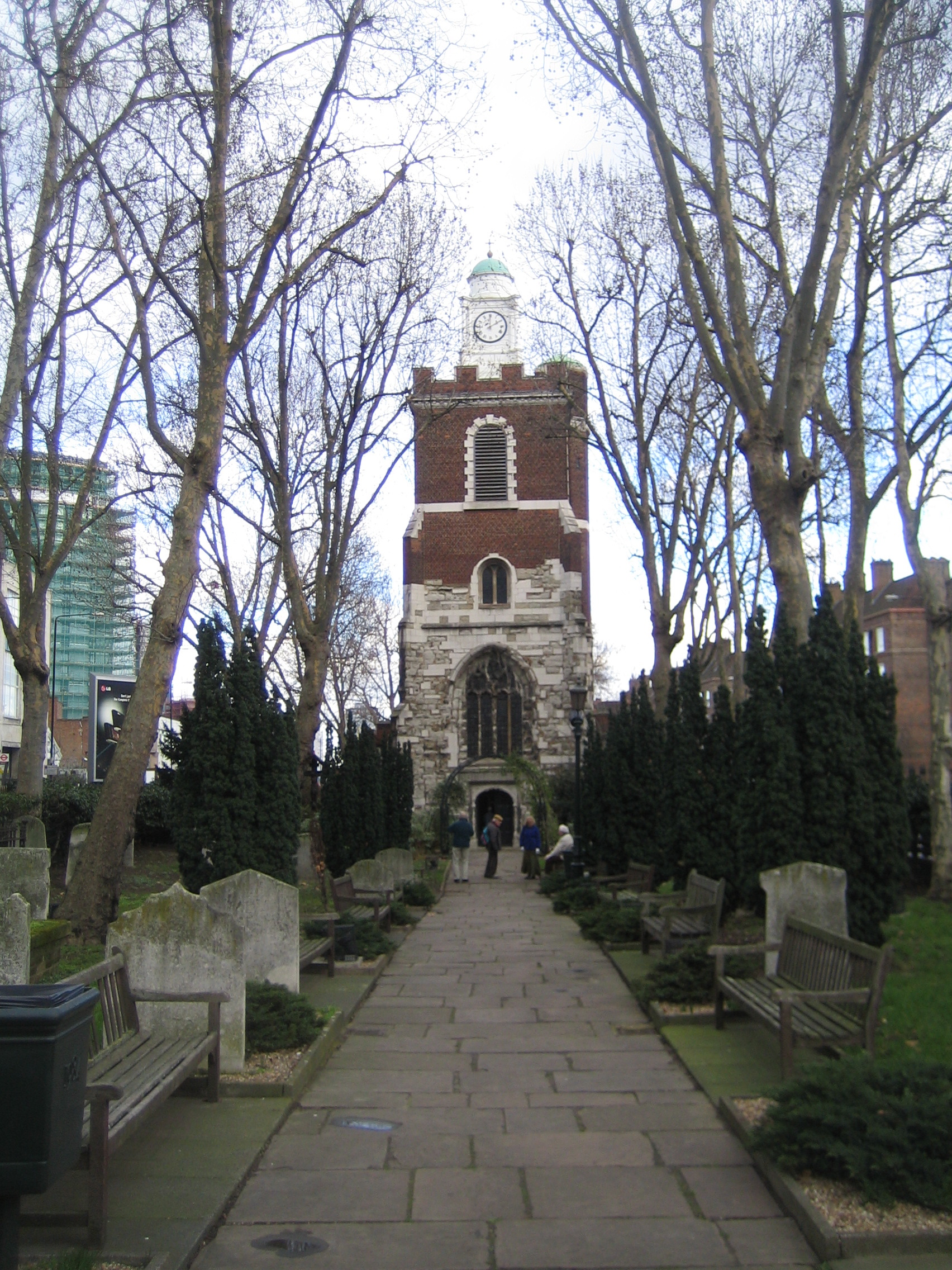
Chiesa di Bow

Bow (AFI: /ˈboʊ/) è un quartiere di Londra, appartenente al borgo londinese di Tower Hamlets.
Il quartiere, prevalentemente residenziale, si trova a 7,5 km a est di Charing Cross.
Il nome dell'area era anticamente Stratford e "Bow" era un'abbreviazione del nome medievale "Stratford-atte-Bow", e con Bow si intendeva il ponte costruito nei primi anni del XII secolo.
Bow sita nelle adiacenze del Parco Olimpico di Londra, a meno di un miglio dall'ingresso. Una sezione del quartiere stesso è parte del parco.
Il quartiere si dovrà sottoporre a un vasto intervento di rigenerazione urbana. Seguendo l'esempio di Stratford in preparazione delle Olimpiadi, l'intervento comprende la demolizione o il miglioramento di alcune case popolari.

## Storia

### Governo locale
L'area di Bow è stata parte della parrocchia di Stepney fino al 1719, anno in cui Bow è diventata una parrocchia indipendente. È rimasta tale fino a che la crescita demografica ha reso necessario la creazione del Poplar Board of Works nel 1855.
Bow è stato parte di questo organismo fino al 1900, quando è stato sostituito dal Borgo metropolitano di Poplar, sostituito, a sua volta dal moderno London borough di Tower Hamlets nel 1965.

## Geografia amministrativa
Bow è parte del London Borough of Tower Hamlets nell'East London.
Il codice postale assegnato a Bow dalla Royal Mail è E3, anche se una piccola parte del quartiere ha E20 come codice. 
Dal 2012, in occasioni delle olimpiadi, il codice postale E20 ha sostituito E15 nella zona ora occupata dal Parco olimpico. Dunque, grazie a queste piccole parti del distretto di Bow che ricadono sotto il codice postale E20, anche Tower Hamlets può fregiarsi di essere stato un Olympic host borough.

## Infrastrutture e trasporti
L'area di Bow è servita da varie linee di autobus, sia di giorno che di notte. Le linee giornaliere e 24h e notturne attraversano il quartiere sono:
- 8: Bow Church - Oxford Circus (via Bethnal Green)
- 25 (24h): Ilford - Bow - Oxford Circus (via Mile End)
- 108 (24h): Lewisham - Bow Church - Stratford
- 205: Bow Church - Paddington
- 276: Newham General Hospital - Bow - Stoke Newington Common
- 339: Shadwell - Bow - Stratford
- 425: Clapton - Bow - Stratford
- 488: Bow Church - Dalston Junction
- D8: Crossharbour - Bow - Stratford City
- N8 (notturna): Hainaut - Bow Church - Oxford Circus
- N205 (notturna): Leyton - Bow - Paddington

Bow Road e Mile End sono le stazioni della metropolitana situate nel quartiere o nelle vicinanze.
La stazione di Bow Church è la stazione della Docklands Light Railway situata nel quartiere nelle vicinanze della chiesa medievale.
A Bow si trova lo svincolo tra la  A12, la superstrada che collega il quartiere londinese di Blackwall (a sud di Bow) con Great Yarmouth, nel Norfolk, e la A11, che collega la City di Londra con Norwich, nel Norfolk.
Dalle alzaie nella zona di Three Mills è possibile l'attracco dei mezzi atti alla navigazione del fiume Lea.